# Hållbarhet (företag)
Hållbarhet för ett företag syftar till att skapa långsiktiga värden för samhällsintressenter genom implementering av en affärsstrategi som fokuserar på de etiska, sociala, miljömässiga, kulturella och ekonomiska dimensionerna av att göra affärer.
Ett företags hållbarhet kan mätas i en hållbarhetsundersökning och jämföras med ett hållbarhetsindex. Ett hållbarhetsindex mäter vanligen kundens uppfattning av hållbarhet (upplevd hållbarhet), men kan också syfta på förändringarna man gör för miljö och samhälle (faktisk hållbarhet).
Företags hållbarhet redovisas enligt EU:s direktiv om företagens hållbarhetsrapportering – Corporate Sustainability Reporting Directive (CSRD).